# At First Sight
 At First Sight és una pel·lícula estatunidenca dirigida el 1999 per Irwin Winkler amb Val Kilmer, Kelly McGillis i Mira Sorvino en els papers principals.

## Argument
En aquesta pel·lícula, basada en una història real, Virgil (Vall Kilmer), un cec que treballava com a massatgista en una clínica de descans, coneix Amy (Mira Sorvino), de viatge de plaer a la muntanya. S'enamoren des del primer contacte. Tot va bé fins que ella es proposa ajudar-lo a recuperar la vista amb una operació de cirurgia experimental- L'experiència és un èxit quirúrgic, però Virgil porta malament assimilar el seu estatut de «vident». S'haurà d'enfrontar a noves situacions que el faran desitjar tornar a ser cec una altra vegada.

## Repartiment
- Mira Sorvino: Amy Benic
- Val Kilmer: Virgil Adamson
- Kelly McGillis: Jennie Adamson
- Steven Weber: Duncan Allanbrook
- Bruce Davison: Charles Aaron
- Nathan Lane: Phil Webster
- Drena De Niro: Caroline

## Rebuda
La pel·lícula actualment té un índex "rotten" del 32% al lloc de ressenyes de cinema Rottentomatoes, tanmateix un 47% de persones (no crítics) li donen una puntuació positiva. La pel·lícula i la seva trama s'esmenten en l'episodi de Friends, The One with Rachel's Big Kiss, el personatge de Chandler Bing la descriu com "un melodrama tutti-frutti on ell (Val Kilmer) feia el paper d'un noi cec.